# 八月の夜
『八月の夜』（はちがつのよる）は、2015年8月5日に発売されたSILENT SIREN（当時の表記はSilent Siren）通算10枚目のシングル。

## 解説
前作『ハピマリ』から2か月の間隔を経てリリース。Silent Siren（以下、サイサイと略す）としては、『恋い雪』以来8か月ぶりに漢字と平仮名がタイトルに使用されたシングルとなった。
表題曲は3rdアルバム『サイレントサイレン』に収録されている「ストロベリームーン」制作時に作られたもので、当初はバラードっぽい曲調だったのをBPM188でテンポアップしたという。カップリングにはZONEのカヴァーである『secret base 〜君がくれたもの〜』を収録。実写ドラマ版『あの日見た花の名前を僕達はまだ知らない。』のエンディングテーマとして使用され、サイサイの楽曲としては初のフジテレビ系ドラマタイアップとなった。
ジャケットおよびPVの撮影は山梨県笛吹市の八代ふるさと公園で行われた。PVには山下永夏と成田凌が出演。吉田菫は所属事務所の後輩にあたる山下について、「あんな子が大学にいたらもう、触れます。ハピマリです。」と評価している。

## 販売形態
- 初回生産限定盤A（CD+「八月の夜」PVとメイキング収録DVD）：MUCD-9083
- 初回生産限定盤B（CD+ブックレット）：MUCD-5303
- 通常盤（CDのみ）：MUCD-5304

## 収録曲
1. 八月の夜
作詞・作曲：すぅ 編曲：クボナオキ
バンタンデザイン研究所「サマーセミナー」CMソング
2. secret base 〜君がくれたもの〜
作詞・作曲：町田紀彦 編曲：クボナオキ
スペシャルドラマ『あの日見た花の名前を僕達はまだ知らない。』（フジテレビ系）エンディングテーマ曲